# Persone di cognome D'Este/Nobili
| Questa pagina contiene informazioni ricavate automaticamente dalle voci biografiche con l'ausilio del template Bio e di un bot. L'aggiornamento è periodico e automatico e ricostruisce completamente la pagina. Se manca una persona in questa lista, sei pregato di non aggiungerla, ma accertati piuttosto che la sua voce biografica contenga il template Bio e che i dati anagrafici siano correttamente compilati. Se il template Bio manca, inseriscilo tu stesso o, in alternativa, metti l'avviso {{tmp\|Bio}} che ne segnala la mancanza. Se i dati riportati sono sbagliati, correggi direttamente la voce biografica; le modifiche saranno visibili in questa lista entro pochi giorni. Per chiarimenti vedi il progetto antroponimi. La lista contiene solo le 62 persone che sono citate nell'enciclopedia e per le quali è stato implementato correttamente il template Bio. Pagina aggiornata al 17 ott 2024. |

Questa è una lista di persone presenti nell'enciclopedia che hanno il cognome d'Este e sono nobili.

## A(15)
- Alberto V d'Este, nobile (Ferrara, n. 1347 - Ferrara, † 1393)
- Alfonso I d'Este, nobile, mecenate e politico italiano (Ferrara, n. 1476 - Ferrara, † 1534)
- Alfonso II d'Este, nobile (Ferrara, n. 1533 - Ferrara, † 1597)
- Alfonso IV d'Este, nobile (Modena, n. 1634 - Modena, † 1662)
- Alberto Azzo II d'Este, nobile italiano (n. 1009 - Vangadizza, † 1097)
- Aldobrandino II d'Este, nobile italiano (Bologna, † 1326)
- Alfonso d'Este, nobile italiano (Ferrara, n. 1527 - Ferrara, † 1587)
- Amalia d'Este, nobile italiana (Modena, n. 1699 - Modena, † 1778)
- Aurelia d'Este, nobile (San Martino in Rio, n. 1682 - Napoli, † 1719)
- Azzo IX d'Este, nobile italiano († 1318)
- Aldobrandino III d'Este, nobile italiano (Ferrara, n. 1335 - Ferrara, † 1361)
- Alfonso III d'Este, nobile e religioso italiano (Ferrara, n. 1591 - Castelnuovo di Garfagnana, † 1644)
- Anna d'Este, nobile (Ferrara, n. 1531 - Parigi, † 1607)
- Azzo VII d'Este, nobile italiano (Ferrara - † 1264)
- Azzo VIII d'Este, nobile (Ferrara - Este, † 1308)

## B(2)
- Bertoldo I d'Este, nobile italiano († 1343)
- Borso d'Este, nobile italiano (Modena, n. 1605 - Castel San Giovanni, † 1657)

## C(7)
- Carlo Filiberto I d'Este, nobile (San Martino in Rio, n. 1571 - Milano, † 1652)
- Cesare d'Este, nobile italiano (Ferrara, n. 1562 - Modena, † 1628)
- Carlo Filiberto II d'Este, nobile (San Martino in Rio, n. 1678 - † 1752)
- Carlo Filiberto d'Este, nobile (n. 1649 - † 1703)
- Carlo Emanuele d'Este, nobile (n. 1622 - Vienna, † 1695)
- Carlo Filiberto d'Este, nobile (n. 1646 - † 1714)
- Cesare Ignazio d'Este, nobile italiano (n. 1653 - † 1713)

## E(5)
- Enrichetta d'Este, nobile italiana (Modena, n. 1702 - Fidenza, † 1777)
- Eleonora d'Este, nobile (Ferrara, n. 1537 - † 1581)
- Elisa d'Este, nobile italiana (Ferrara, n. 1337 - † 1402)
- Ercole d'Este, nobile (Castellarano, † 1523)
- Ercole Rinaldo d'Este, nobile (n. 1770 - Modena, † 1795)

## F(8)
- Francesco I d'Este, nobile italiano (Modena, n. 1610 - Santhià, † 1658)
- Ferrante d'Este, nobile e condottiero italiano (Napoli, n. 1477 - Ferrara, † 1540)
- Francesco II d'Este, nobile italiano (Modena, n. 1660 - Sassuolo, † 1694)
- Francesco III d'Este, nobile italiano (Modena, n. 1698 - Varese, † 1780)
- Filippo II Francesco d'Este, nobile (n. 1621 - † 1653)
- Filippo I d'Este, nobile italiano (Ferrara, n. 1537 - Ferrara, † 1592)
- Fresco d'Este, nobile (Venezia, † 1312)
- Francesco Filippo d'Este, nobile (San Martino in Rio, n. 1673)

## G(3)
- Gabriele d'Este, nobile italiano (n. 1673 - † 1734)
- Giulio d'Este, nobile italiano (Ferrara, n. 1478 - Ferrara, † 1561)
- Gianfederico d'Este, nobile italiano (Modena, n. 1700 - Vienna, † 1727)

## I(1)
- Isabella d'Este, nobile, mecenate e collezionista d'arte italiana (Ferrara, n. 1474 - Mantova, † 1539)

## L(3)
- Lucrezia d'Este, nobile italiana (Ferrara, n. 1535 - Ferrara, † 1598)
- Luigi I d'Este, nobile e militare italiano (Ferrara, n. 1594 - Modena, † 1664)
- Luigi II d'Este, nobile italiano (Reggio Emilia, n. 1648 - Modena, † 1698)

## M(6)
- Matilde d'Este, nobile italiana (San Martino in Rio, n. 1674 - Novellara, † 1732)
- Marfisa d'Este, nobile italiana (Ferrara - Ferrara, † 1608)
- Maria Teresa Felicita d'Este, nobile italiana (Modena, n. 1726 - Rambouillet, † 1754)
- Margherita d'Este, nobile italiana (Modena, n. 1618 - Mantova, † 1692)
- Margherita d'Este, nobile italiano (Ferrara, n. 1411 - Ferrara, † 1476)
- Meliaduse d'Este, nobile (Ferrara, n. 1406 - † 1452)

## N(2)
- Niccolò d'Este, nobile italiano (Ferrara, n. 1438 - Ferrara, † 1476)
- Nicolò I d'Este, nobile e condottiero italiano (Ferrara - Ferrara, † 1344)

## O(2)
- Obizzo IV d'Este, nobile italiano (Ferrara, n. 1356 - † 1388)
- Obizzo II d'Este, nobile italiano (Napoli - † 1293)

## R(2)
- Rinaldo d'Este, nobile italiano (Ferrara, n. 1230 - † 1251)
- Rinaldo II d'Este, nobile, politico e condottiero italiano (Ferrara - Ferrara, † 1335)

## S(5)
- Sigismondo II d'Este, nobile (n. 1493 - Pavia, † 1561)
- Sigismondo I d'Este, nobile (Ferrara, n. 1433 - Ferrara, † 1507)
- Sigismondo d'Este, nobile (n. 1480 - † 1524)
- Sigismondo III d'Este, nobile (n. 1647 - Parma, † 1732)
- Sigismondo d'Este, nobile italiano (Torino, n. 1572 - Torino, † 1628)

## V(1)
- Verde d'Este, nobile italiana (Ferrara, n. 1354 - Ferrara, † 1400)